# یخچال طبیعی دشتین
یخچال طبیعی دشتین (به لاتین: Dachstein glacier) یک یخچال طبیعی و گروه (چینه‌شناسی) در اتریش است که در اوبراسترایش واقع شده‌است.